# Milanovo, Șumen
Milanovo (în bulgară Миланово) este un sat în comuna Veliki Preslav, regiunea Șumen,  Bulgaria. 

## Demografie
Componența etnică a satului Milanovo
     Bulgari (9,53%)
     Turci (82,22%)
     Nicio identificare (7,59%)
     Altele (1,45%)
La recensământul din 2011, populația satului Milanovo era de 619 locuitori. Din punct de vedere etnic, majoritatea locuitorilor (82,22%) erau turci, cu o minoritate de bulgari (9,53%). Pentru 7,59% din locuitori nu este cunoscută apartenența etnică.